# گونتر گوتلر
گونتر گوتلر (انگلیسی: Günter Güttler؛ زادهٔ ۳۱ مهٔ ۱۹۶۱) بازیکن فوتبال اهل آلمان است.
از باشگاه‌هایی که در آن بازی کرده‌است می‌توان به باشگاه فوتبال گروتر فورث، باشگاه فوتبال شالکه ۰۴، باشگاه فوتبال مشلان، باشگاه فوتبال بایرن مونیخ، و باشگاه فوتبال نورنبرگ اشاره کرد.